# Ernő Nagy
Ernő Nagy (ur. 2 sierpnia 1898 w Facsád, zm. 8 grudnia 1977 w Budapeszcie) – węgierski szablista, złoty medalista olimpijski.
Na igrzyskach olimpijskich w Los Angeles w 1932 roku wspólnie z Endre Kabosem, Gyulą Glykaisem, Attilą Petschauerem, Györgym Pillerem i Aladárem Gerevichem zdobył złoty medal w szabli drużynowej. W rywalizacji indywidualnej nie startował. Był to jego jedyny występ olimpijski.
Nie zdobył medalu mistrzostw świata.
Ukończył Akademię Marynarki Wojennej we Fiume. Podczas I wojny światowej służył w Kaiserliche und Königliche Kriegsmarine, najpierw na pancerniku SMS Árpád, a następnie krążowniku SMS Helgoland, a pod koniec wojny na pancerniku SMS „Radetzky”. Służąc jako oficer artylerii na pokładzie Helgolandu brał udział w bitwie w Cieśninie Otranto. Po zakończeniu wojny wrócił do Budapesztu. Do służby powrócił w 1921 w stopniu podporucznika. Służył podczas II wojny światowej w stopniu kapitana. Po przejęciu władzy na Węgrzech przez Strzałokrzyżowców odmówił wykonania rozkazu, za co został aresztowany. Z uwagi na zbliżający się front nie poniósł żadnych konsekwencji za niesubordynację. Do końca wojny ukrywał się, a w maju 1945 dostał się do amerykańskiej niewoli. Po zwolnieniu służył w Gwardii Narodowej do 1949, kiedy to przeszedł w stan spoczynku.